# Whiteheadia
Whiteheadia es un género con 4 especies de plantas con flores perteneciente a la subfamilia de las escilóideas dentro de las asparagáceas. Es originario de Namibia.

## Especies
- Whiteheadia bifolia (Jacq.) Baker
- Whiteheadia etesionamibensis U.Müll.-Doblies & D.Müll.-Doblies
- Whiteheadia latifolia Harv.
- Whiteheadia nana 	(Burm.f.) J.W.Ingram